# The Infinite Desire
The Infinite Desire – piętnasty album studyjny amerykańskiego gitarzysty jazzowego Ala Di Meoli, wydany w 1998 roku nakładem Telarc.

## Lista utworów
Opracowano na podstawie materiału źródłowego.
| Nr  | Tytuł utworu                              | Muzyka      | Długość |
| --- | ----------------------------------------- | ----------- | ------- |
| 1.  | „Beyond the Mirage”                       | Al Di Meola | 7:18    |
| 2.  | „Shaking the Spirits”                     | Al Di Meola | 6:30    |
| 3.  | „Vizzini”                                 | Al Di Meola | 4:54    |
| 4.  | „In My Mother's Eyes (Memory of Theresa)” | Al Di Meola | 4:41    |
| 5.  | „The Infinite Desire”                     | Al Di Meola | 5:26    |
| 6.  | „Invention of the Monsters”               | Al Di Meola | 3:06    |
| 7.  | „Istanbul”                                | Al Di Meola | 8:00    |
| 8.  | „Azzura”                                  | Al Di Meola | 2:55    |
| 9.  | „Big Sky Azzura”                          | Al Di Meola | 6:07    |
| 10. | „Race with Devil on Turkish Highway”      | Al Di Meola | 4:03    |
| 11. | „Valentina”                               | Al Di Meola | 4:44    |
| 12. | „The Infinite Desire”                     | Al Di Meola | 5:27    |
|     |                                           |             | 1:03:11 |

## Twórcy
Opracowano na podstawie materiału źródłowego.
Muzycy:
- Al Di Meola – gitara elektryczna, gitara akustyczna, syntezator gitarowy, instrumenty perkusyjne, marimba, harfa
- Ernie Adams – perkusja (6, 9)
- Pino Daniele – śpiew (12)
- Oriana Di Meola – śpiew (solo i w chórze; 2)
- Peter Erskine – perkusja (3, 7)
- Layla Francesca – śpiew (2)
- Herbie Hancock – solo na fortepianie (7)
- Tom Kennedy - akustyczna gitara basowa (3, 6, 8, 9)
- Kabuli Nitasa – skrzypce, śpiew (1)
- Gumbi Ortiz – instrumenty perkusyjne (1, 10), kongi (7)
- Mario Parmisano – fortepian, keyboardy, syntezatory (1, 6, 8, 9)
- John Patitucci – elektryczna gitara basowa (1), akustyczna gitara basowa (4, 5, 12)
- Steve Vai – gitara elektryczna (10)
- Rachel Z – fortepian, keyboardy (1-5, 7, 10-12)

Produkcja:
- Al Di Meola – produkcja muzyczna, aranżacja
- Robert Woods – produkcja wykonawcza